# 皮德盧日賈 (杜布諾區)
50°21′18″N 25°41′57″E / 50.35500°N 25.69917°E

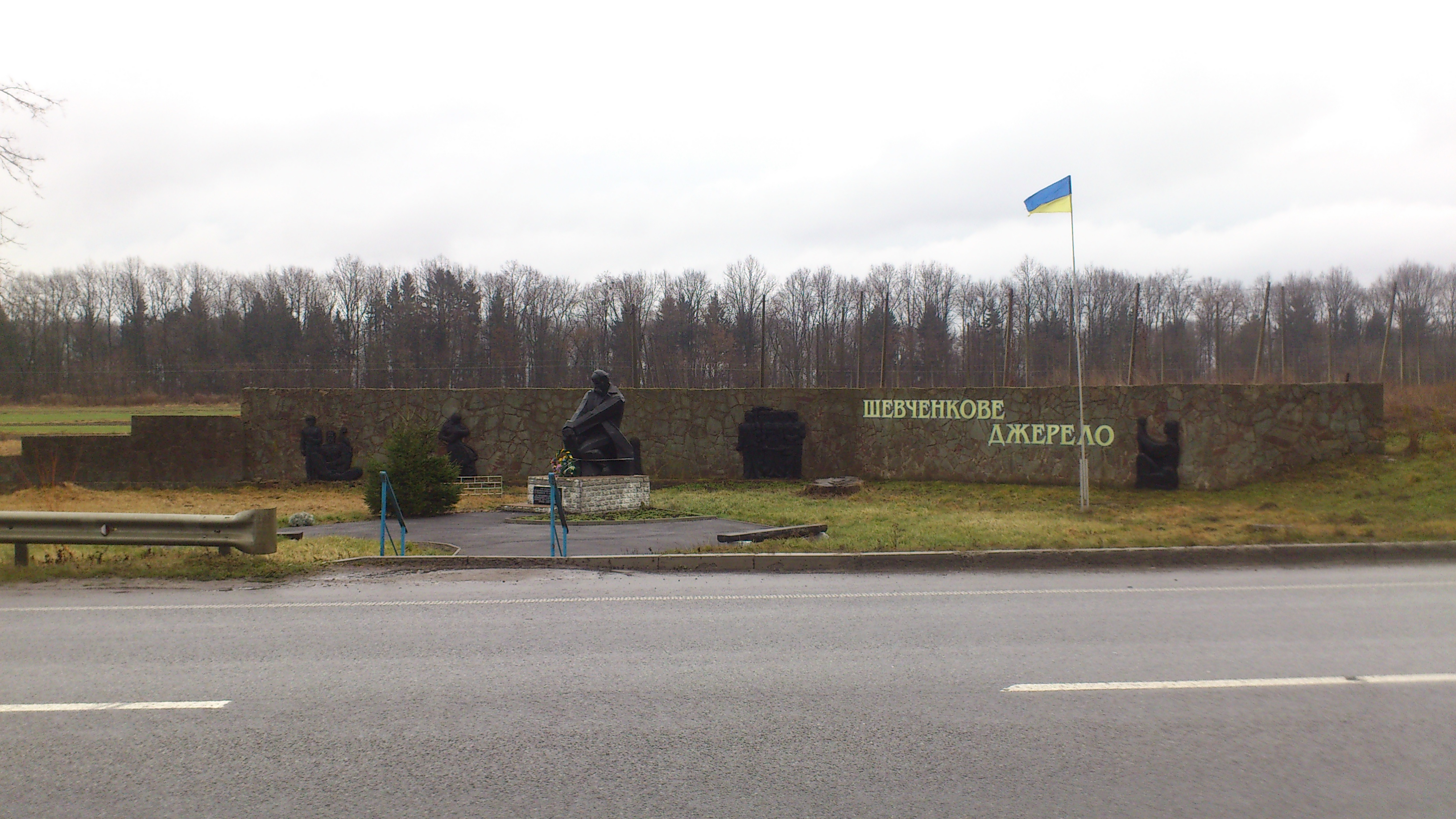

皮德盧日賈（烏克蘭語：Підлужжя），是烏克蘭的村落，位於該國西北部羅夫諾州，由杜布諾區負責管轄，始建於1100年，面積0.08平方公里，海拔高度212米，人口305，人口密度每平方公里5,253人。